# Герб Щастя
Герб Ща́стя — офіційний символ міста Щастя, Новоайдарського району Луганської області наряду з прапором.

## Опис
Герб має форму щита іспанського типу розітнутий на дві рівні частини зеленого та червоного кольорів. У нижній частині зображено водойму, що символізує Сіверський Донець. Над водоймою сходить жовте сонце, на тлі якого стилізоване зображення Луганської ТЕС з опорою повітряної ЛЕП.
Герб обрамовано синім картушем та увінчано трибаштовою цегляною короною. У нижній частині картуша — назва міста російською.